# Йозеф Франц фон Жакен
Йозеф «Крістель» Франц барон фон Жакен або барон Йозеф фон Жакен (7 лютого 1766, Шемніц [нині Банська Штявниця] — 26 жовтня 1839, Відень) — австрійський учений, який вивчав медицину, хімію, зоологію та ботаніку .
Син Ніколауса фон Жакена, він закінчив Віденський університет отримавши докторат з медицини в 1788 році.
Між 1788 і 1791 роками Жакен за наказом імператора Франца II вирушив у наукову подорож по Німеччині, Франції та Англії.
Він успадкував посаду свого батька, професора ботаніки та хімії у Віденському університеті, яку обіймав з 1797 року до свого виходу на пенсію в 1838 році. У 1821 році він був обраний закордонним членом Шведської королівської академії наук.

## Наукова діяльність
J.Jacq. є міжнародним науковим скороченням імені ботанічного автора: Йозеф Франц фон Жакен.
Перегляньте таксони, приписувані цьому автору, в International Plant Names Index (IPNI).

### Публікації
- Jacquin, JF Beyträge zur Geschichte der Vögel . CF Wappler, Wien 1784.
- Jacquin, JF Lehrbuch der allgemeinen und medicinischen Chymie zum Gebrauche seiner Vorlesungen . CF Wappler, Wien 1798.
- Jacquin, JF, E. Fenzl & I. Schreibers. Eclogae plantarum rariorum aut minus cognitarum: quas ad vivo descripsit et iconibus coloratis illustravit . А. Штраус, Відень, 1811—1844.
- Jacquin, JF, E. Fenzl & I. Schreibers. Eclogae graminum rariorum aut minus cognitarum: quae ad vivum descripsit et iconibus coloratis illustravit . A. Strauss et Sommer, Wien, 1813—1844.
- Jacquin, JF Ueber den Ginkgo, Carl Gerold, Wien, 1819.

## Галерея

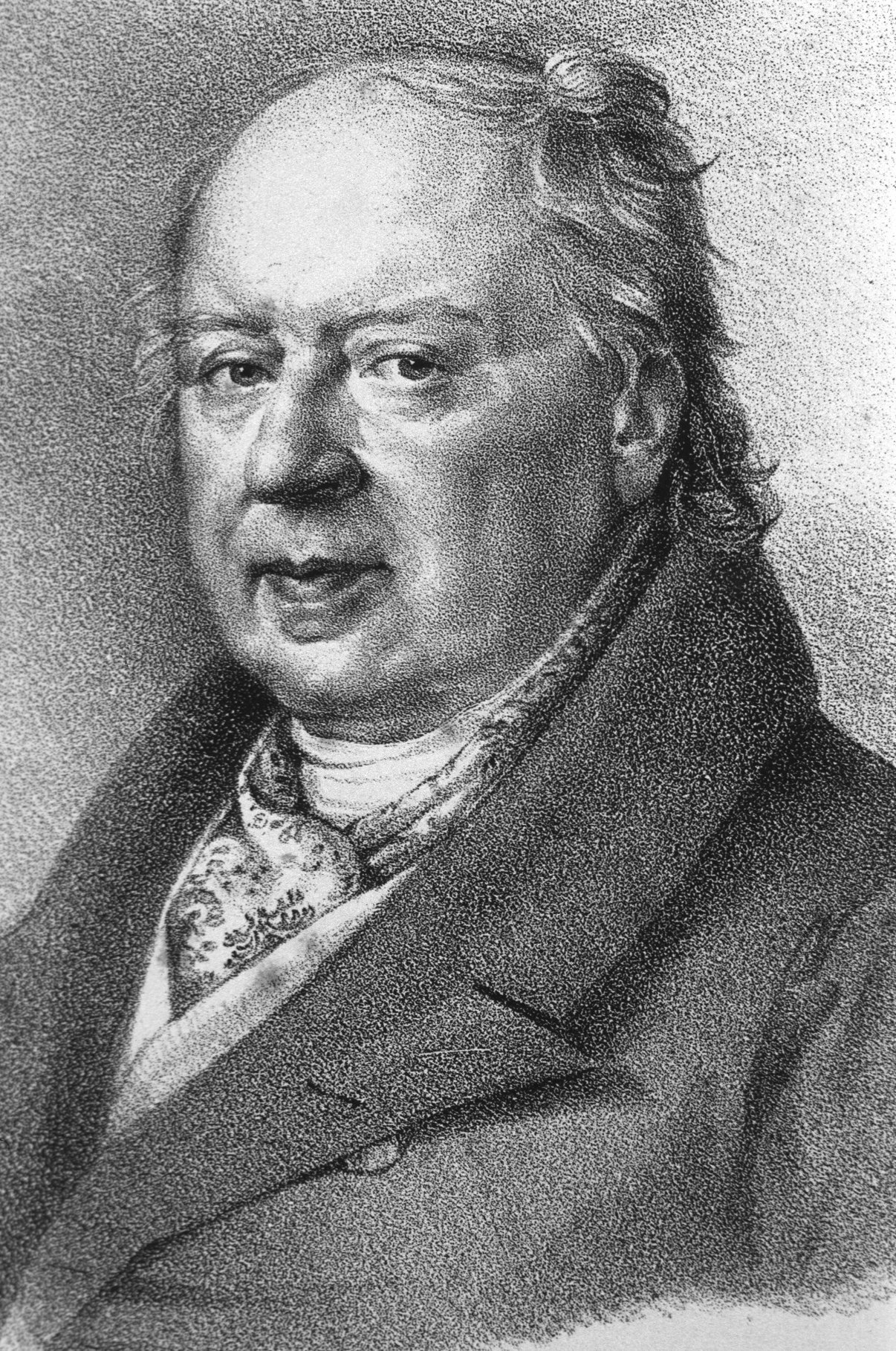
Йозеф Франц фон Жакен
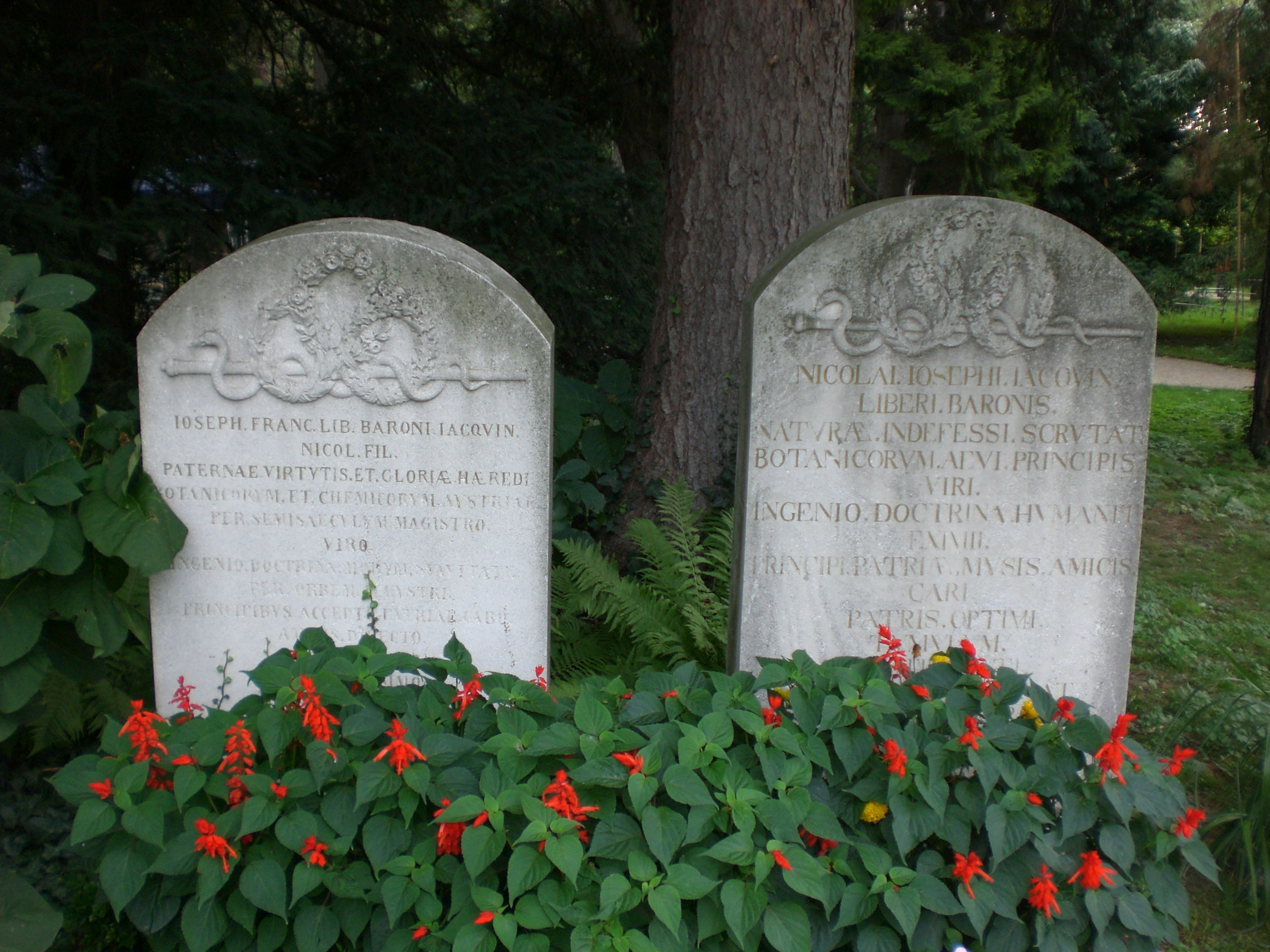
Меморіальна плита